# Han Dokszu
Han Dokszu (hangul: 한덕수; Csondzsu, 1949. június 18. –) dél-koreai politikus, 2022 májusától Dél-Korea 44. miniszterelnöke. Han az ötödik személy, aki kétszer volt miniszterelnök, miután 2007 és 2008 között No Muhjon elnök alatt a 38. miniszterelnök volt. 2009 és 2012 között az Egyesült Államok nagykövete volt. 2012 és 2015 között a Koreai Nemzetközi Kereskedelmi Szövetség elnöke volt. 2024 végén az ország megbízott elnöke lett, mikor Jun Szogjol hatalmát felfüggesztették egy ellene indított eljárás miatt. Ezt követően Han elnökségét is szüneteltették egy hasonló folyamat miatt, mielőtt 2025 márciusában visszakerült posztjára, az eljárás befejezte után.

## Tanulmányai
Han 1971-ben szerzett közgazdasági diplomát a Szöuli Nemzeti Egyetemen. A Harvard Egyetemen 1979-ben közgazdaságtanból szerzett mesterdiplomát, majd 1984-ben közgazdaságtanból doktorált.

## Pályafutása
Pályafutása több mint 35 évet ölel fel, 1970-ben kezdte a Nemzeti Adóügyi Szolgálatnál, majd négy évvel később a Gazdasági Tervezési Hivatalnál. 1982-ben a mai Kereskedelmi, Ipari és Energiaügyi Minisztériumba került, ahol 1997-1998-ban, az ázsiai pénzügyi válság idején miniszterhelyettessé lépett elő. Később kereskedelmi miniszter lett (1998-2000), ahol a külföldi kormányokkal folytatott kereskedelmi tárgyalásokkal foglalkozott.
Ezt követően Han dél-koreai pénzügyminiszter lett, majd 2006. március 14-től 2006. április 19-ig megbízott miniszterelnökként tevékenykedett. 2006 júliusában lemondott pénzügyminiszteri tisztségéről, és helyette a szabadkereskedelmi megállapodásokkal kapcsolatos ügyekért felelős elnöki különtanácsadó lett.
2007. március 9-én No Muhjon elnök Han Myeong-sook lemondását követően No Muhjon miniszterelnökké nevezte ki. Kinevezését a nemzetgyűlés 2007. április 2-án hagyta jóvá.
Han 2022-ben, 72 évesen lett ismét miniszterelnök, ezzel ő lett a legidősebb személy, aki ezt a tisztséget betöltötte.

## Fordítás
- Ez a szócikk részben vagy egészben  a   Han Duk-soo című angol Wikipédia-szócikk ezen változatának fordításán alapul.  Az eredeti cikk szerkesztőit annak laptörténete sorolja fel. Ez a jelzés csupán a megfogalmazás eredetét és a szerzői jogokat jelzi, nem szolgál a cikkben szereplő információk forrásmegjelöléseként.

| Elődje: Kim Bugjom | Dél-Korea miniszterelnöke 2022. május 21. – | Utódja: - |

| Elődje: Han Mjongszuk | Dél-Korea miniszterelnöke 2006. március 14. – 2006. április 19. | Utódja: Han Mjongszuk |